# Ballspielverein Borussia 09 Dortmund 1985-1986
Questa voce raccoglie le informazioni riguardanti il Ballspielverein Borussia 09 Dortmund nelle competizioni ufficiali della stagione 1985-1986.

## Stagione
Nella stagione 1985-1986 il Borussia Dortmund, allenato da Pál Csernai e Reinhard Saftig, concluse il campionato di Bundesliga al 16º posto. In Coppa di Germania il Borussia Dortmund fu eliminato in semifinale dallo Stoccarda.

## Rosa
| N. |                     | Ruolo | Calciatore       |
| -- | ------------------- | ----- | ---------------- |
|    | Germania (bandiera) | P     | Eike Immel       |
|    | Germania (bandiera) | P     | Rolf Meyer       |
|    | Germania (bandiera) | D     | Andreas Hahn     |
|    | Germania (bandiera) | D     | Lothar Huber     |
|    | Germania (bandiera) | D     | Dirk Hupe        |
|    | Germania (bandiera) | D     | Günter Kutowski  |
|    | Germania (bandiera) | D     | Ralf Loose       |
|    | Germania (bandiera) | D     | Bernd Storck     |
|    | Germania (bandiera) | C     | Ingo Anderbrügge |
|    | Germania (bandiera) | C     | Uli Bittcher     |
|    | Germania (bandiera) | C     | Meinolf Koch     |

| N. |                     | Ruolo | Calciatore       |
| -- | ------------------- | ----- | ---------------- |
|    | Polonia (bandiera)  | C     | Tadeusz Krafft   |
|    | Germania (bandiera) | C     | Michael Lusch    |
|    | Germania (bandiera) | C     | Frank Pagelsdorf |
|    | Romania (bandiera)  | C     | Marcel Răducanu  |
|    | Germania (bandiera) | C     | Wolfgang Schüler |
|    | Germania (bandiera) | C     | Michael Zorc     |
|    | Germania (bandiera) | A     | Werner Dreßel    |
|    | Germania (bandiera) | A     | Horst Hrubesch   |
|    | Germania (bandiera) | A     | Daniel Simmes    |
|    | Germania (bandiera) | A     | Jürgen Wegmann   |

## Organigramma societario
Area tecnica
- Allenatore: Reinhard Saftig
- Allenatore in seconda:
- Preparatore dei portieri:
- Preparatori atletici:

## Calciomercato

### Sessione estiva
| Acquisti | Acquisti       | Acquisti          | Acquisti |
| R.       | Nome           | da                | Modalità |
| -------- | -------------- | ----------------- | -------- |
| A        | Horst Hrubesch | Standard Liegi    |          |
| D        | Dirk Hupe      | Arminia Bielefeld |          |

| Cessioni | Cessioni  | Cessioni     | Cessioni |
| R.       | Nome      | a            | Modalità |
| -------- | --------- | ------------ | -------- |
| D        | Andy Egli | Grasshoppers |          |

### Sessione invernale
| Acquisti | Acquisti | Acquisti | Acquisti |
| R.       | Nome     | da       | Modalità |
| -------- | -------- | -------- | -------- |

| Cessioni | Cessioni | Cessioni | Cessioni |
| R.       | Nome     | a        | Modalità |
| -------- | -------- | -------- | -------- |

## Risultati

### Bundesliga

#### Girone di andata
| Arbitro: | Roth |

|                 |           |              |
| Hönnscheidt 29’ | Marcatori | 33’ Kutowski |

| Arbitro: | Schmidhuber |

|             |           |           |
| Schüler 66’ | Marcatori | 77’ Rolff |

| Arbitro: | Brehm |

|                                  |           |  |
| Hrubesch 10’ (aut.) Lehnhoff 27’ | Marcatori |  |

| Arbitro: | Bruch |

|              |           |                                                  |
| Bittcher 10’ | Marcatori | 12’ Dorfner 13’ Eckstein 31’, 84’ (rig.) Bittorf |

| Arbitro: | Zimmermann |

|                                                    |           |                         |
| Kaiser 10’ Thiele 26’ Weikl 54’ (rig.) Demandt 87’ | Marcatori | 25’ Wegmann 27’ Schüler |

| Dortmund 7 settembre 1985, ore 15:30 CEST 6ª giornata | Borussia Dortmund | 0 – 0 referto | Waldhof Mannheim | Westfalenstadion (13 500 spett.)\| Arbitro: \| Werner \| |
| Arbitro:                                              | Werner            |               |                  |                                                          |

| Arbitro: | Pauly |

|                                                        |           |             |
| Wegmann 6’ Kempe 33’ Kuntz 50’, 75’, 77’ Benatelli 73’ | Marcatori | 17’ Schüler |

| Arbitro: | Dellwing |

|                                                      |           |                         |
| Falkenmayer 48’ (aut.) Hrubesch 64’ Wegmann 88’, 89’ | Marcatori | 28’ Berthold 90’ Bühler |

| Arbitro: | Schlup |

|                              |           |  |
| Brehme 40’ (rig.) Allofs 74’ | Marcatori |  |

| Arbitro: | Brückner |

|                                                                |           |                            |
| Zorc 38’ (rig.) Hrubesch 54’ Wegmann 57’ Hupe 65’ Răducanu 81’ | Marcatori | 10’ Herget 69’ Guðmundsson |

| Arbitro: | Weber |

|           |           |         |
| Loose 64’ | Marcatori | 46’ Cha |

| Arbitro: | Boos |

|                                       |           |                            |
| Neubarth 22’, 53’ Ordenewitz 32’, 79’ | Marcatori | 45’ Pagelsdorf 50’ Wegmann |

| Arbitro: | Föckler |

|                          |           |                          |
| Răducanu 37’ Wegmann 84’ | Marcatori | 6’ Borowka 55’, 72’ Mill |

| Arbitro: | Bruch |

|  |           |              |
|  | Marcatori | 18’ Bittcher |

| Arbitro: | Horeis |

|                       |           |  |
| Loose 48’ Schüler 71’ | Marcatori |  |

| Arbitro: | Schmidhuber |

|                                                            |           |                 |
| Kleppinger 46’, 77’ Hartmann 64’ Thon 67’, 84’ Dierßen 72’ | Marcatori | 82’ Anderbrügge |

| Arbitro: | Neuner |

|               |           |  |
| Zorc 31’, 68’ | Marcatori |  |

#### Girone di ritorno
| Arbitro: | Wiesel |

|                         |           |            |
| Loose 20’ Zorc 78’, 87’ | Marcatori | 54’ Müller |

| Arbitro: | Scheuerer |

|                                 |           |  |
| Rolff 44’ Gründel 72’ Kroth 83’ | Marcatori |  |

| Arbitro: | Tritschler |

|                                              |           |              |
| Wegmann 2’, 8’, 78’ Loose 52’ Pagelsdorf 66’ | Marcatori | 67’ Gielchen |

| Norimberga 1º febbraio 1986, ore 15:30 CET 21ª giornata | Norimberga | 0 – 0 referto | Borussia Dortmund | Städtisches Stadion (25 500 spett.)\| Arbitro: \| Heitmann \| |
| Arbitro:                                                | Heitmann   |               |                   |                                                               |

| Arbitro: | Wittke |

|          |           |                        |
| Hupe 82’ | Marcatori | 33’ Zewe 70’ Holmqvist |

| Ludwigshafen am Rhein 25 febbraio 1986, ore 19:30 CET 23ª giornata | Waldhof Mannheim | 0 – 0 referto | Borussia Dortmund | Südweststadion (5 000 spett.)\| Arbitro: \| Matheis \| |
| Arbitro:                                                           | Matheis          |               |                   |                                                        |

| Arbitro: | Wittke |

|              |           |  |
| Răducanu 39’ | Marcatori |  |

| Arbitro: | Theobald |

|                       |           |                 |
| Körbel 5’ Sarroca 60’ | Marcatori | 22’ (rig.) Zorc |

| Arbitro: | Boos |

|                                      |           |                       |
| Wegmann 17’, 75’ Zorc 71’ Simmes 87’ | Marcatori | 70’ Melzer 76’ Allofs |

| Arbitro: | Schmidhuber |

|                         |           |  |
| Schäfer 50’ Feilzer 76’ | Marcatori |  |

| Arbitro: | Correll |

|                     |           |             |
| Schreier 4’ Cha 10’ | Marcatori | 31’ Wegmann |

| Arbitro: | Jupe |

|                 |           |           |
| Zorc 19’ (rig.) | Marcatori | 4’ Wolter |

| Arbitro: | Assenmacher |

|                            |           |            |
| Mill 25’ (rig.) Krauss 33’ | Marcatori | 50’ Storck |

| Arbitro: | Umbach |

|  |           |                                 |
|  | Marcatori | 34’ Pflügler 71’, 76’ Wohlfarth |

| Arbitro: | Werner |

|                                                 |           |  |
| Klinsmann 28’, 35’ Sigurvinsson 46’ Förster 48’ | Marcatori |  |

| Arbitro: | Brückner |

|                 |           |          |
| Zorc 78’ (rig.) | Marcatori | 38’ Thon |

| Arbitro: | Brehm |

|             |           |                                               |
| Surmann 58’ | Marcatori | 33’, 76’ Wegmann 41’ (rig.) Zorc 79’ Răducanu |

### Coppa di Germania
| Arbitro: | Strigel |

|                       |           |                                                                                |
| Stahl 53’ Middeke 90’ | Marcatori | 6’, 15’, 67’, 70’ Schüler 48’, 55’ Hrubesch 69’ Wegmann 80’ Loose 87’ Kutowski |

| Arbitro: | Kriegelstein |

|                      |           |                                           |
| Sagel 13’ Schuck 26’ | Marcatori | 48’ Simmes 59’ Hupe 64’ Wegmann 75’ Loose |

| Arbitro: | Wittke |

|               |           |                               |
| Friedmann 15’ | Marcatori | 71’, 104’ Wegmann 114’ Simmes |

| Arbitro: | Jupe |

|         |           |                                  |
| Dais 2’ | Marcatori | 9’ Zorc 57’ Wegmann 60’ Bittcher |

| Arbitro: | Wiesel |

|                                           |           |            |
| Müller 6’ Klinsmann 49’, 88’ Schlegel 85’ | Marcatori | 71’ Simmes |

## Statistiche

### Statistiche di squadra
| Competizione      | Punti | In casa | In casa | In casa | In casa | In casa | In casa | In trasferta | In trasferta | In trasferta | In trasferta | In trasferta | In trasferta | Totale | Totale | Totale | Totale | Totale | Totale | DR  |
| Competizione      | Punti | G       | V       | N       | P       | Gf      | Gs      | G            | V            | N            | P            | Gf           | Gs           | G      | V      | N      | P      | Gf     | Gs     | DR  |
| ----------------- | ----- | ------- | ------- | ------- | ------- | ------- | ------- | ------------ | ------------ | ------------ | ------------ | ------------ | ------------ | ------ | ------ | ------ | ------ | ------ | ------ | --- |
| Bundesliga        | 28    | 17      | 8       | 5       | 4       | 34      | 24      | 17           | 2            | 3            | 12           | 15           | 41           | 34     | 10     | 8      | 16     | 49     | 65     | -16 |
| Coppa di Germania | -     | 0       | 0       | 0       | 0       | 0       | 0       | 5            | 4            | 0            | 1            | 20           | 10           | 5      | 4      | 0      | 1      | 20     | 10     | +10 |
| Totale            | 28    | 17      | 8       | 5       | 4       | 34      | 24      | 22           | 6            | 3            | 13           | 35           | 51           | 39     | 14     | 8      | 17     | 69     | 75     | -6  |

### Andamento in campionato
| Giornata  | 1 | 2 | 3  | 4  | 5  | 6  | 7  | 8  | 9  | 10 | 11 | 12 | 13 | 14 | 15 | 16 | 17 | 18 | 19 | 20 | 21 | 22 | 23 | 24 | 25 | 26 | 27 | 28 | 29 | 30 | 31 | 32 | 33 | 34 |
| --------- | - | - | -- | -- | -- | -- | -- | -- | -- | -- | -- | -- | -- | -- | -- | -- | -- | -- | -- | -- | -- | -- | -- | -- | -- | -- | -- | -- | -- | -- | -- | -- | -- | -- |
| Luogo     | T | C | T  | C  | T  | C  | T  | C  | T  | C  | C  | T  | C  | T  | C  | T  | C  | C  | T  | C  | T  | C  | T  | C  | T  | C  | T  | T  | C  | T  | C  | T  | C  | T  |
| Risultato | N | N | P  | P  | P  | N  | P  | V  | P  | V  | N  | P  | P  | V  | V  | P  | V  | V  | P  | V  | N  | P  | N  | V  | P  | V  | P  | P  | N  | P  | P  | P  | N  | V  |
| Posizione | 6 | 8 | 13 | 16 | 17 | 17 | 17 | 16 | 17 | 15 | 15 | 17 | 18 | 15 | 13 | 16 | 14 | 13 | 13 | 11 | 10 | 13 | 11 | 11 | 12 | 11 | 11 | 11 | 12 | 13 | 14 | 16 | 16 | 16 |

Legenda:

Luogo: C = Casa; T = Trasferta. Risultato: V = Vittoria; N = Pareggio; P = Sconfitta.

### Statistiche dei giocatori
| Giocatore      | Bundesliga | Bundesliga | Bundesliga  | Bundesliga | Relegation Bundesliga | Relegation Bundesliga | Relegation Bundesliga | Relegation Bundesliga | Coppa di Germania | Coppa di Germania | Coppa di Germania | Coppa di Germania | Totale   | Totale | Totale      | Totale     |
| Giocatore      | Presenze   | Reti       | Ammonizioni | Espulsioni | Presenze              | Reti                  | Ammonizioni           | Espulsioni            | Presenze          | Reti              | Ammonizioni       | Espulsioni        | Presenze | Reti   | Ammonizioni | Espulsioni |
| -------------- | ---------- | ---------- | ----------- | ---------- | --------------------- | --------------------- | --------------------- | --------------------- | ----------------- | ----------------- | ----------------- | ----------------- | -------- | ------ | ----------- | ---------- |
| I. Anderbrügge | 19         | 1          | 1           | 0          | 2                     | 1                     | 0                     | 0                     | 2                 | 0                 | 0                 | 0                 | 23       | 2      | 1           | 0          |
| U. Bittcher    | 32         | 2          | 2           | 0          | 2                     | 0                     | 1                     | 0                     | 5                 | 1                 | 1                 | 0                 | 39       | 3      | 4           | 0          |
| W. Dreßel      | 7          | 0          | 1           | 0          | 0                     | 0                     | 0                     | 0                     | 1                 | 0                 | 0                 | 0                 | 8        | 0      | 1           | 0          |
| A. Hahn        | 0          | 0          | 0           | 0          | 0                     | 0                     | 0                     | 0                     | 0                 | 0                 | 0                 | 0                 | 0        | 0      | 0           | 0          |
| H. Hrubesch    | 17         | 2          | 2           | 0          | 0                     | 0                     | 0                     | 0                     | 4                 | 2                 | 0                 | 0                 | 21       | 4      | 2           | 0          |
| L. Huber       | 9          | 0          | 0           | 0          | 1                     | 0                     | 0                     | 0                     | 1                 | 0                 | 1                 | 0                 | 11       | 0      | 1           | 0          |
| D. Hupe        | 33         | 2          | 5           | 0          | 3                     | 1                     | 1                     | 0                     | 5                 | 1                 | 0                 | 0                 | 41       | 4      | 6           | 0          |
| E. Immel       | 34         | 0          | 0           | 0          | 3                     | 0                     | 0                     | 0                     | 5                 | 0                 | 0                 | 0                 | 42       | 0      | 0           | 0          |
| M. Koch        | 0          | 0          | 0           | 0          | 0                     | 0                     | 0                     | 0                     | 0                 | 0                 | 0                 | 0                 | 0        | 0      | 0           | 0          |
| T. Krafft      | 3          | 0          | 0           | 0          | 0                     | 0                     | 0                     | 0                     | 1                 | 0                 | 0                 | 0                 | 4        | 0      | 0           | 0          |
| G. Kutowski    | 33         | 1          | 4           | 0          | 3                     | 0                     | 1                     | 0                     | 5                 | 1                 | 1                 | 0                 | 41       | 2      | 6           | 0          |
| R. Loose       | 30         | 4          | 2           | 0          | 2                     | 0                     | 1                     | 0                     | 5                 | 2                 | 0                 | 0                 | 37       | 6      | 3           | 0          |
| M. Lusch       | 4          | 0          | 0           | 0          | 0                     | 0                     | 0                     | 0                     | 1                 | 0                 | 0                 | 0                 | 5        | 0      | 0           | 0          |
| R. Meyer       | 1          | 0          | 0           | 0          | 0                     | 0                     | 0                     | 0                     | 0                 | 0                 | 0                 | 0                 | 1        | 0      | 0           | 0          |
| F. Pagelsdorf  | 19         | 2          | 5           | 1          | 3                     | 1                     | 0                     | 0                     | 3                 | 0                 | 0                 | 0                 | 25       | 3      | 5           | 1          |
| M. Răducanu    | 29         | 4          | 0           | 0          | 3                     | 1                     | 0                     | 0                     | 4                 | 0                 | 0                 | 0                 | 36       | 5      | 0           | 0          |
| W. Schüler     | 24         | 4          | 0           | 0          | 3                     | 0                     | 1                     | 0                     | 5                 | 4                 | 1                 | 0                 | 32       | 8      | 2           | 0          |
| D. Simmes      | 24         | 1          | 1           | 0          | 3                     | 1                     | 0                     | 0                     | 4                 | 3                 | 1                 | 0                 | 31       | 5      | 2           | 0          |
| B. Storck      | 31         | 1          | 5           | 0          | 3                     | 1                     | 0                     | 0                     | 4                 | 0                 | 0                 | 0                 | 38       | 2      | 5           | 0          |
| J. Wegmann     | 33         | 14         | 2           | 0          | 3                     | 2                     | 0                     | 0                     | 5                 | 5                 | 0                 | 0                 | 41       | 21     | 2           | 0          |
| M. Zorc        | 34         | 10         | 2           | 0          | 3                     | 3                     | 1                     | 0                     | 5                 | 1                 | 0                 | 0                 | 42       | 14     | 3           | 0          |